# RuhrtalBahn

Logo der RuhrtalBahn Betriebsgesellschaft mbH

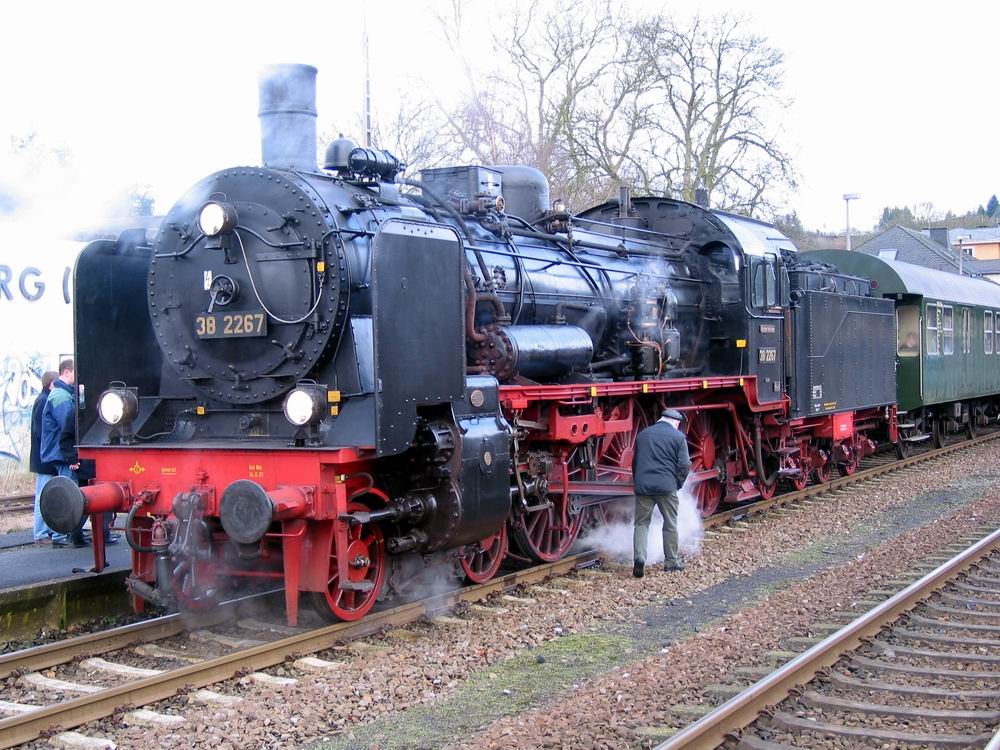
Preußische P 8

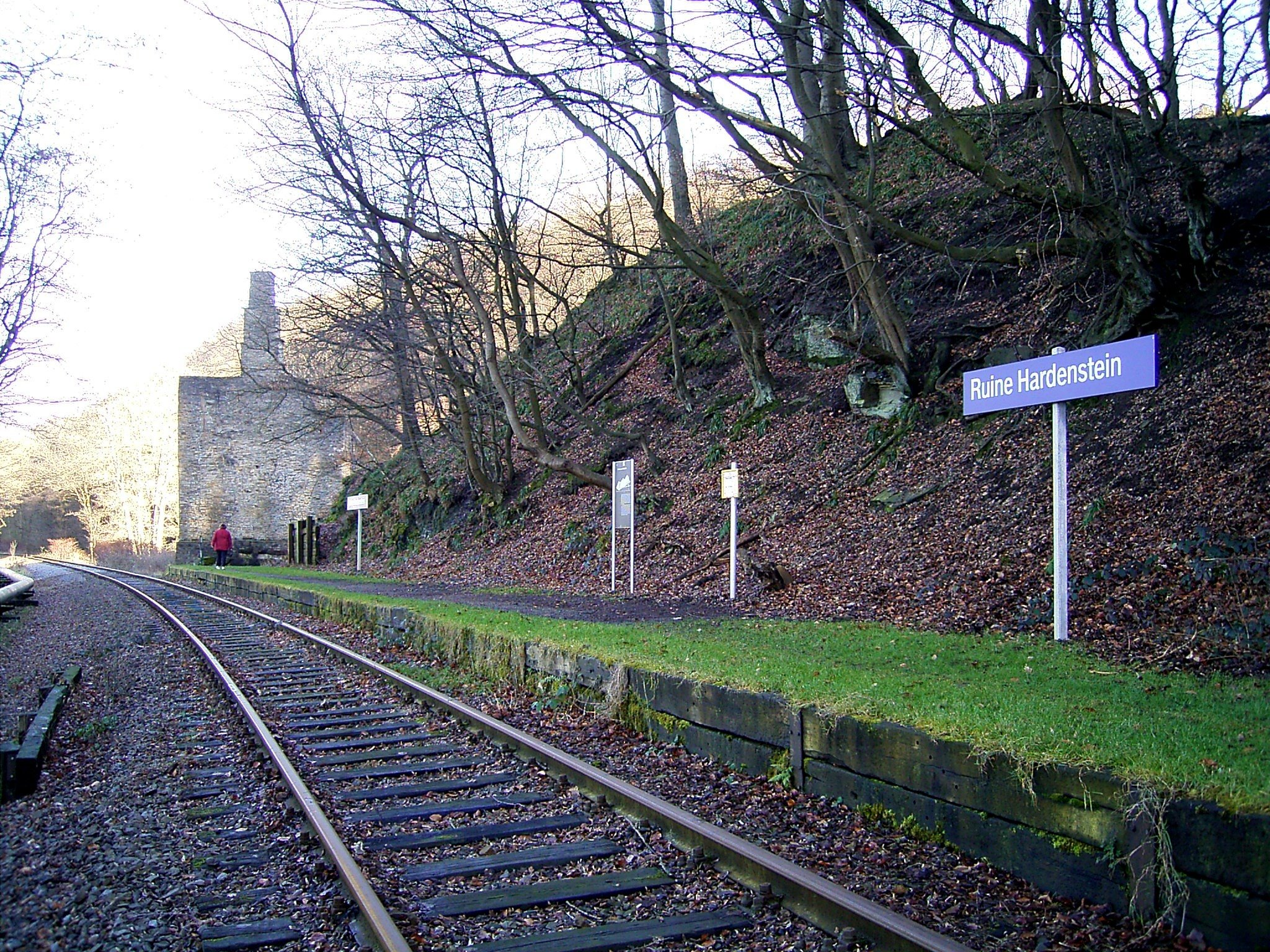
Haltepunkt Ruine Hardenstein

Die RuhrtalBahn Betriebsgesellschaft mbH war ein deutsches Eisenbahnunternehmen mit Sitz in Münster. Die 2005 gegründete Gesellschaft betrieb mehrere Linien im Ruhrgebiet und befuhr dabei auch Streckenabschnitte, auf denen ansonsten kein Personenverkehr stattfand.
Am 5. Juli 2019 stellte die RuhrtalBahn ihren Betrieb mangels einsatzfähiger Fahrzeuge ein. Am 26. November 2019 wurde der Verkauf der Unternehmensreste angekündigt.

## Geschichte
Träger der Ruhrtalbahn GmbH war bis Ende 2017 das Eisenbahnmuseum Bochum-Dahlhausen, vertreten durch die kommerzielle Tochter DGEG Bahnen & Reisen der Deutschen Gesellschaft für Eisenbahngeschichte (DGEG) zusammen mit dem Geschäftsführer und Gründer Stefan Tigges.
Der Betrieb wurde teilprofessionell unter Mitarbeit von Freiwilligen erbracht. Neben den selbst erwirtschafteten Fahrgelderlösen erfolgte eine Förderung durch öffentliche Gelder. Zum Zeitpunkt der Betriebseinstellung bestand ein bis 2021 laufender Vertrag mit dem Ennepe-Ruhr-Kreis und der Stadt Hagen.
Ab 2018 konkurrierten DGEG und Ruhrtalbahn auf dem Kernstück der Ruhrtalbahn bis Wengern Ost. Als Ursache für die Trennung werden finanzielle Aspekte für die Überlassung einer Dampflok des Eisenbahnmuseums sowie das Gehalt des Geschäftsführers genannt. Der 2007 beschaffte Schienenbus, mit dessen Unterhaltung die Ruhrtalbahn GmbH überfordert war, wurde an die Eifelbahn Verkehrsgesellschaft verkauft.

## Linien

### Hagen
In den Monaten Mai bis Oktober 2018 verkehrte die Linie „H“ am 1. und 3. Freitag sowie am 2. und 4. Samstag zwischen Hattingen und Hagen Hbf.

### Ruhrtal
Die Linie „R“ fuhr bis 2017 vom Eisenbahnmuseum Bochum-Dahlhausen über Hattingen, Henrichshütte (LWL-Industriemuseum), Blankenstein Burg, Haus Kemnade, Witten-Herbede, Ruine Hardenstein, Zeche Nachtigall, Witten-Bommern, Wengern Ost, Hagen-Vorhalle (mit dem Museum für Ur- und Frühgeschichte im Wasserschloss Werdringen) bis Hagen Hauptbahnhof. Seit April 2018 wurde der Zugverkehr auf der Strecke vom Eisenbahnmuseum bis Wengern-Ost vom Eisenbahnmuseum in eigener Regie weiter geführt sowie parallel dazu von der Ruhrtalbahn GmbH.

### Teckel
Von April 2007 bis Herbst 2016 fuhr die RuhrtalBahn einmal monatlich als Linie „T“ von Hagen Hbf über die Ennepetalbahn durch die Gevelsberger Innenstadt und den Kruiner Tunnel bis Ennepetal-Kluterthöhle. Ab 2009 begannen die Fahrten in Herdecke, benachbart wurde die Ruhr auf dem Herdecker Viadukt überquert. Im Frühjahr 2018 wurde der Betrieb wieder aufgenommen; die Züge verkehrten an den ersten Sonntagen der Monate Mai, Juli und September.

### Viadukt
Die Linie „V“ fuhr an den ersten Sonntagen der Monate April, Juni, August und Oktober 2018 von Witten Hbf über das Wittener Ruhrviadukt, Wengern Ost und Hagen Hbf nach Wuppertal Hbf.

### Witten
In der Zeit von Mai bis Oktober 2018 verkehrte die Linie „W“ an allen Sonntagen außer dem 1. im Monat sowie an fünf weiteren Fahrtagen zwischen Hattingen und Witten. Dabei erfolgte ein Fahrtrichtungswechsel in Wengern Ost und das Wittener Ruhrviadukt wurde überfahren.

### Zechenexpress
In den Jahren 2009 und 2010 wurde die Linie „Z“ betrieben. Sie fuhr einmal monatlich von Bochum-Dahlhausen über Zeche Nachtigall, Schwerte, Dortmund-Hörde (Phoenix-See), Dortmund Hauptbahnhof, Dortmund-Huckarde Nord (Kokerei Hansa) nach Dortmund-Bövinghausen Zeche Zollern.